# Leandro Díaz
Leandro José Duarte Díaz (Barrancas, La Guajira, Colômbia, 20 de fevereiro de 1928 - Valledupar, Colômbia, 22 de junho de 2013) era um cantor-compositor, compositor e músico colombiano, era um dos símbolos de Vallenato.
Na 38ª versão do Festival de la Leyenda Vallenata, Leandro foi proclamado "Rey a Vida del Festival de la Leyenda Vallenata" acompanhado de Rafael Escalona, Emiliano Zuleta Baquero, Calixto Ochoa, Adolfo Pacheco e Tobías Pumarejo.

## Série de TV
Em dezembro de 2020, foi anunciado que a RCN Televisión estava desenvolvendo uma série biográfica baseada em Leandro Díaz, com Silvestre Dangond sendo confirmado como personagem principal. As filmagens da série começaram em 12 de maio de 2022. Em 31 de agosto de 2022, foi anunciado que a série estrearia em 19 de setembro de 2022.